# Moysés Louro de Azevedo Filho
Moysés Louro de Azevedo Filho (Fortaleza, 4 novembre 1959) è un cattolico consacrato, fondatore e moderatore generale della Comunità Cattolica Shalom.

## Biografia
Nato il 4 novembre 1959 a Fortaleza (Ceará - Brasile), è stato educato in ambienti cattolici, e fin da molto giovane è leader di gruppi giovanili parrocchiali e studenteschi. Ha studiato nel Collegio Marista Cearense e ha poi completato i corsi di Fisioterapia all'Università di Fortaleza, ma sempre tenendosi impegnato in gruppi giovanili cattolici del tempo. Ha iniziato la sua esperienza di fede nel Movimento dei Giovani dell'Arcidiocesi di Fortaleza (1976), che ha poi approfondito nel Rinnovamento Carismatico Cattolico (1978).
Nel 1980, durante una visita da papa Giovanni Paolo II, si sentì chiamato ad offrire la propria vita alla Chiesa per l'evangelizzazione dei giovani. In quell'occasione offrì al papa, su richiesta del cardinale arcivescovo di Fortaleza Aloísio Lorscheider, un'offerta libera dei giovani dell'arcidiocesi. Con la benedizione e la presenza dell'arcivescovo e con l'aiuto di vari giovani del gruppo di preghiera, nel 1982 fondò il Lanchonete (snack bar) Shalom, un punto di ritrovo per i giovani, ancora oggi attivo, ove si offrono loro consigli e conversazioni su Dio, si invitano a seminari di vita e di gruppi di preghiera. I gruppi iniziarono a moltiplicarsi e molti venivano toccati da questo nuovo carisma.
Nel 1985, nel desiderio di percorrere un cammino più serio, sviluppò una nuova forma di vita comunitaria, che anni più tardi sarebbe stata compresa nella Chiesa come rientrante tra le nuove comunità carismatiche. Durante un ritiro redasse i primi scritti della comunità che sarebbe seguita. Tornato, offrì questo cammino a coloro che erano impegnati nelle opere che aveva avviato. Inizialmente trovò molta avversità, ma nel febbraio 1985 lui e quattro fratelli si consacrarono a una vita di evangelizzazione nella nuova comunità che lì nasceva. Fu un grande aiuto nella conduzione e strutturazione della comunità Emmir Nogueira, cofondatrice, laica sposata della Comunità di Vita, che fu presente fin dall'inizio e che assunse dopo molto tempo il ruolo di Consigliera per la Formazione.
Nel 1998 scrisse i primi statuti della Comunità, che furono presentati e approvati dalla Comunità, e ottennero l'approvazione diocesana dall'arcivescovo di Fortaleza Cláudio Hummes. Nel 2007 la Comunità ha ricevuto il riconoscimento pontificio, prima nuova comunità in Brasile e una delle prime nel mondo ad avere i suoi statuti approvati dalla Santa Sede.
Dagli inizi ad oggi è rimasto a capo della Comunità. Nel frattempo i gruppi si sono moltiplicati, l'opera di evangelizzazione educazione e sviluppo umano e le vocazioni si sono sviluppati, altri vescovi cominciarono a chiedere case della Comunità nelle loro diocesi, e la Comunità si è diffusa fino ad oggi. La Comunità è ora presente in 60 diocesi in Brasile e in 16 paesi nel mondo, in quattro continenti. In Italia si trova ad Acqui Terme, Civita Castellana, Cecina e Roma.
Vive a Fortaleza, nella Diaconia Generale, dove esercita il governo della casa madre e il governo generale dell'opera. Dedica la sua vita all'evangelizzazione e alla riconciliazione dell'uomo con Dio, in Brasile e all'estero, soprattutto con il ministero della predicazione, incentrato sull'amore di Dio, dedicato in particolare ai giovani.

## Ruoli ecclesiali ufficiali al di fuori della comunità
Nel 2005 è stato nominato da papa Benedetto XVI a partecipare come uditore del Sinodo dei vescovi sull'Eucaristia di Roma.
Nel 2007 partecipa alla V Conferenza generale del Consiglio episcopale latinoamericano (CELAM) in Aparecida, alla quale è stato invitato come membro rappresentante dei movimenti ecclesiali e nuove comunità del continente.
Dal 2007 è consultore del Pontificio Consiglio per i Laici
Nel 2008 è stato nominato dal papa uditore al Sinodo dei vescovi sulla Parola di Dio a Roma.
È stato presidente della Fraternità Cattolica delle Comunità di Vita e Alleanza del Brasile e Vice Presidente della Fraternità Cattolica Internazionale delle Comunità di Vita e Alleanza.